# Isaac Ouwater

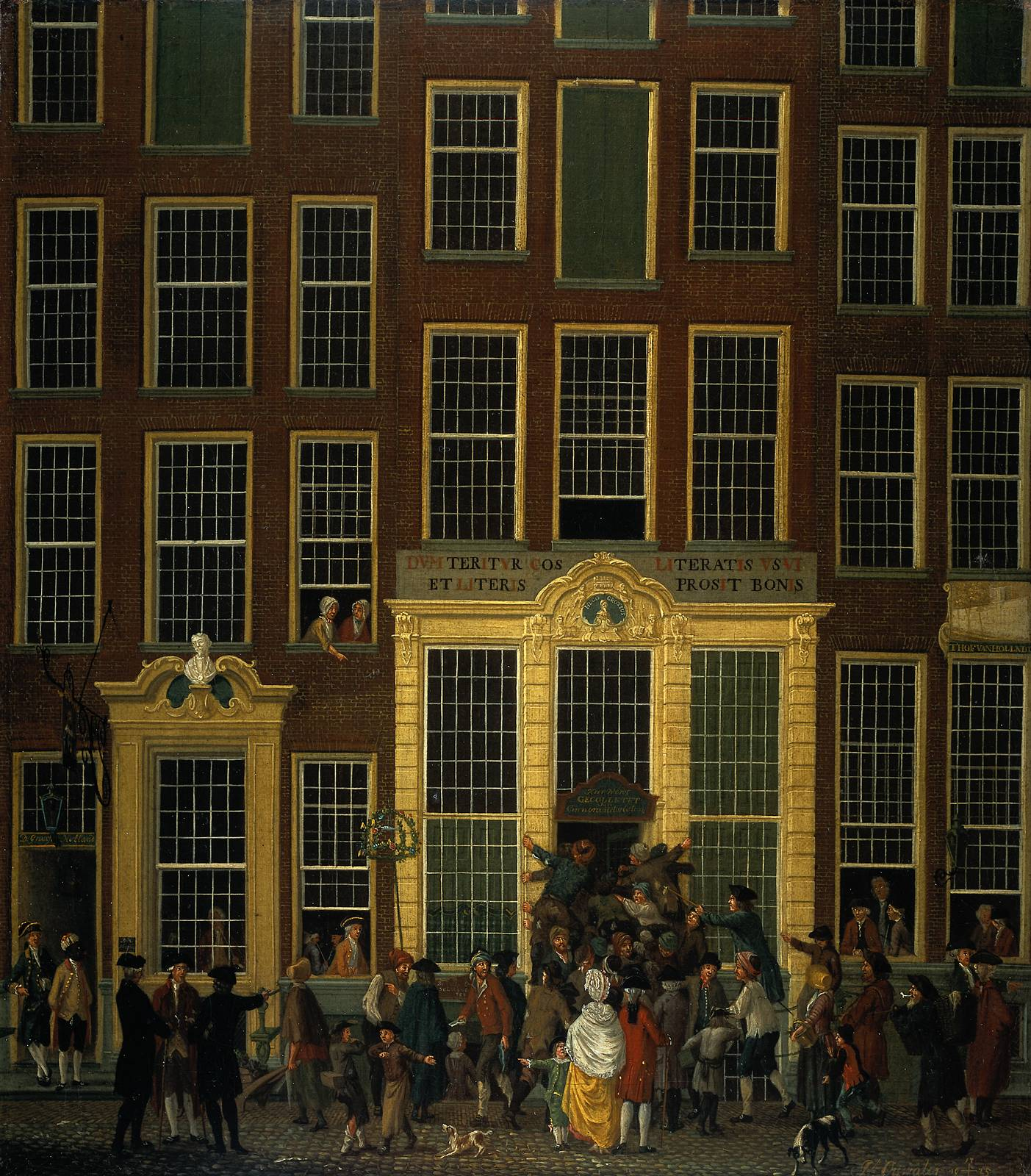
Het Loterijkantoor, 1779, olieverf op doek, 38,5 x 33,5 cm, Rijksmuseum Amsterdam

Isaac Ouwater (ook wel 'Isaak', Amsterdam, gedoopt 31 juli 1748 – aldaar, begraven 4 maart 1793) was een Nederlands kunstschilder die zich specialiseerde in stadsgezichten.
Ouwater woonde zijn hele leven in Amsterdam. Hij bezocht diverse andere steden waar hij schetsen maakte van stadsgezichten die hij later in zijn atelier uitwerkte. Zo ontstonden zijn portretten, gewoonlijk op klein formaat, van steden als Utrecht, Haarlem, Den Haag, Delft, Edam en Hoorn.
Ouwater werkte in de traditie van Jan van der Heyden en Gerrit Berckheyde, pioniers in het genre dat halverwege de 17e eeuw in opkomst was. Evenals Van der Heyden werkte hij zeer nauwkeurig, zowel wat betreft de weergegeven locaties (wat op topografisch gebied van belang bleek) als op het vlak van de weergave van gevels, waarvan zelfs de voegen duidelijk zijn weergegeven. Afwijkend van het werk van Van der Heyden is zijn weergave van (groepen) personen, die het werk verlevendigen. De afgebeelde gebouwen baden meestal in het zonlicht.
Het meest opvallende, hoewel niet het meest kenmerkende, werk uit het oeuvre van Ouwater is het afgebeelde schilderij 'Het loterijkantoor', dat zich bevindt in het Rijksmuseum Amsterdam. Het verbeeldt een situatie die zich voordeed op 25 oktober 1779 bij de aanvang van de verkoop van loten voor de 66ste Generaliteitsloterij in een pand in de Kalverstraat. Het pand aan de rechterkant werd ooit bewoond door Jacob van Ruisdael, het huis aan de linkerkant door Aert van der Neer. Het werk werd vervaardigd voor Jan de Groot, die destijds de eigenaar was van het loterijkantoor annex boekhandel.